# Triptaner
Triptaner är en grupp farmakologiskt aktiva substanser, vilka binder till och stimulerar serotonin-receptorer (5-HT, 5-hydroxitryptamin), företrädesvis i de kraniella, arteriella blodkärlens väggar, vilket ger en vasokonstriktion (sammandragning av kärlen) . Kärlvidgning och ödem i blodkärlens väggar anses vara den underliggande mekanismen för migränattacker. Triptan dämpar dessutom aktiviteten i hjärnnerven trigeminus, som också kan vara del i migränproblem. Triptan hindrar således den kärlvidgning, som inleder migränattackerna. Triptan skall intagas som akutbehadling när ett migränanfall är under uppsegling, men har effekt även om medlet tas senare i förloppet.
Nyligen har det tillkommit andra direktavsedda migränmediciner som förebygger huvudvärks- och migränanfall hos patienter med fler än 3 migränanfall per månad. Dessa verkar på liknande sätt genom att påverka kärlkonstriktionen via minskning av CGRP-signalering, med goda resultat. Denna nya grupp heter CGRP-hämmare och består av monoklonala antikroppar.
Bland triptanerna finns:
- Sumatriptan (Imigran)
- Naratriptan
- Zolmitriptan
- Rizatriptan
- Almotriptan
- Eletriptan
- Frovatriptan.